# Rumeal Robinson
Pour les articles homonymes, voir Robinson.
Rumeal Robinson, né le 13 novembre 1966 à Mandeville en Jamaïque, est un ancien joueur américain de basket-ball. Il évolue au poste de meneur.

## Palmarès
- Champion NCAA 1989